# Condado de Madison (Nebraska)

O Condado de Madison é um dos 93 condados do estado norte-americano de Nebraska. A sede do condado é Madison, e a sua maior cidade é Norfolk. O condado tem uma área de 1142 km² (dos quais 5 km² estão cobertos por água), uma população de 35 226 habitantes, e uma densidade populacional de 24 hab/km² (segundo o censo nacional de 2000).